# Monte Dabajian
El monte Dabajian (en chino tradicional, 大霸尖山; pinyin, Dàbàjiān Shān; pe̍h-ōe-jī, Tāi-pà-chiam san, atayal: Babo Papak, saisiyat:Kapatalayan; conocido también como Tabachien, o simplemente Daba o Dapa) es una montaña ubicada en la sección septentrional del parque nacional Shei-Pa en el condado de Hsinchu, Taiwán. Lo rodean otros muchos picos, siendo los más destacados el monte Nanhuda, el monte Yize, el monte Zhongyangjian, el monte Pintian, y el monte Mutule. También se encuentra cerca del río Madala.
Su figura característica aparece en los billetes de 500 dólares taiwaneses.

## Terreno
La primera mitad del monte Dabajian es una colina de grado medio con alrededor de unos 35° de inclinación. La mitad duperior es casi una pared de roca vertical. El grado de inclinación de la montaña y sus rasgos tan característicos se formaron casi por completo por la erosión del viento. La montaña está compuesta principalmente por grauvaca.

## Turismo
El monte Dabajian es conocido por su gran inclinación, el bello entorno que lo rodea y el terreno accidentado, que hace de ella una montaña popular entre los escaladores. Hay muchas empresas en la zona que ofrecen escalada en roca a la montaña. Para llegar a la cumbre es preciso recurrir a técnicas de escalada en roca. 
Los pueblos atayal y saisiyat, que son dos grupos de aborígenes taiwaneses, creen que esta montaña es su montaña sagrada.
Se recomienda a los turistas visitar la zona en primavera y verano debido al buen tiempo en la montaña. Cuando hay nieve, puede ser peligroso hacer montañismo en la zona. Es uno de los picos más distintivos de Taiwán. En el pasado era fácilmente accesible a través de una pista forestal, así que en la actualidad hay que partir a pie desde el pueblo de Guanwu haciendo un recorrido de unos 19 kilómetros antes de empezar la escalada propiamente dicha. Esto ha significado un descenso del número de visitantes. Actualmente, puede hacerse en un recorrido de tres días, habiendo refugio en el camino, en lugares como 99 Cabins. Para acceder al monte Dabajian hace falta un permiso especial que se puede obtener en las oficinas del parque nacional Shei-Pa, y sólo se llega hasta la base debido a que el ascenso a la cumbre está actualmente prohibido por motivos de seguridad y de conservación, desde el 23 de julio de 2010.